# ディセント (映画)
『ディセント』（原題: The Descent）は、2005年のイギリス映画。

## ストーリー
サラ（シャウナ・マクドナルド）が家族や友人達と川下りを楽しんだ帰りに交通事故で夫ポールと一人娘ジェシカを失って1年。
立ち直りきれずにいるサラを少しでも元気付けようと、友人たちが企画した女だけで行く冒険旅行の誘いを受けることにしたサラは、皆が集まる山小屋にやってきた。参加メンバーはサラの昔からの友達のジュノ（ナタリー・メンドーサ）、ベス（アレックス・リード）、レベッカ（サスキア・マルダー）、レベッカの妹サム（マイアンナ・バリング）、ジュノの友人でベースジャンピングをしている皆とは初対面のホリー（ノラ＝ジェーン・ヌーン）の6人。
翌朝冒険マニアのジュノが計画した、アパラチア山脈のチャトゥーガ国立公園内の「ボアム洞窟」探検に向かう一行。ジュノの案内で森奥の巨大洞窟を訪れたサラ達は、ロープで洞窟の竪穴を下り、洞窟のさらに奥へと足を踏み入れていく。
だが、サラが見つけた人間が一人通れるほどの穴を抜けようとしたとき、サラがその穴に挟まって動けなくなってしまう。ベスは恐慌するサラを落ち着かせて体を抜くことに成功するが、次の瞬間崩落が起き、洞窟の出口が閉ざされてしまう。悪い事にジュノはとっておきの冒険の為にと、皆に嘘をつきガイドブックに載っていたボアム洞窟ではなく、ジュノが下見に来たときに発見したまだ名前さえ付いていない前人未到の洞窟に連れてきており、探検の申請もボアム洞窟で出していた為、捜索隊が来る事も期待出来ないのだった。
ジュノは迷路のような洞窟の中、風の流れを見ながら出口を探して一行を先導するが、リン鉱石の明かりを出口の光と勘違いしたホリーがそちらに向かおうとして穴に落ちてしまい、足を開放骨折する大怪我を負ってしまう。皆がホリーの手当てをしている間、何かの泣き声のようなものを聞いたサラは暗闇の中に蠢く人のような姿を見てしまう。サラは皆にこのことを伝えるが、信じてもらえずジュノに不安で幻覚を見ただけだと諭される。
さらに洞窟の奥へ進むと、大量に動物の骨が散らばる大きな広場に出る。この異様な光景に恐れをなした皆はパニックになりを声を上げ始める。その時、一行は突如暗闇から出現した人のような姿をした化け物の一団に襲われる。
逃げ惑い散り散りになる一行。ホリーが化け物に喉笛を噛み切られ転倒。ジュノは何とか助けようと奮戦し化け物を二匹倒すが、その時背後に気配を感じたジュノは振り向きざまにピッケルを突き刺す。が、その相手は駆け寄ろうとしたベスだった。血を吹きながらジュノのペンダントを引きちぎり崩れ落ちるベス。恐慌状態になったジュノはその場から逃げ去ってしまう。
一方混乱の中転倒し気絶していたサラが気がつくと、複数の化け物がホリーの死体を貪り食っていた。カメラの赤外線モードでこの様子を見たサラは恐怖のあまり声を出してしまう。声に気付いた化け物がサラの目の前までやってくるが、声を押し殺したサラに気付かずに、ジュノのサラを呼ぶ声でそちらへいってしまう。化け物は洞窟の暗闇に適応しており目が全く見えていないのだった。
何とか化け物をやり過ごしたサラは血溜まりの中で死に掛けているベスを発見する。ジュノを呼んで助けてもらおうというサラに、ベスは「ジュノにやられた」「ジュノは危険、一人で逃げろ」とジュノのペンダントを渡し、ペンダントを贈ったのはサラの夫だと告げる。ジュノはサラの夫と不倫していたのだった。もう助からないと覚悟しているベスは、サラに死なせてくれと懇願する。泣く泣くサラはベスの頭を岩で殴り止めを刺す。そこに化け物が現れるが、サラは人が変わったように冷静に息を潜め、化け物の隙をつき殺し雄叫びを上げる。
一方化け物に襲われていたレベッカとサムを助けて合流したジュノは、サラを助けに行こうと主張するが、レベッカとサムはサラはもうきっとやられたと応じず、その間に化け物に囲まれてしまう。サムは何とか逃げ切ろうと、無謀にも天井のザイルを伝って強引にクレバスを渡りはじめるが、途中で天井を伝ってきた化け物に襲われる。サムは喉笛を噛み切られながらもナイフを化け物を刺しクレバスに落とすが、そのまま事切れてしまう。レベッカも化け物に襲われ食い殺され、ジュノは一人で逃走する。
合流したサラとジュノ。ベスの安否を尋ねるサラに、ベスは駄目だったとだけ伝えるジュノ。二人で洞窟を進むが、ついに化け物に囲まれてしまう。ジュノが化け物を倒す間に、別の化け物の目を潰して倒したサラは、ジュノにベスから受け取ったペンダントを見せる。次の瞬間、化け物にジュノが気を取られた隙にジュノの足をピッケルで突き刺したサラは、化け物たちに囲まれるジュノを置き去りにする。
洞窟の壁を転げ落ち、気を失ったサラが気がつくと、すぐ先には外の光が差す出口が見えていた。必死で外に駆け出すサラ。そして…。

## キャスト
| 役名     | 俳優                   | 日本語吹替 |
| -------- | ---------------------- | ---------- |
| サラ     | シャウナ・マクドナルド | 高島雅羅   |
| ジュノ   | ナタリー・メンドーザ   | 本田貴子   |
| ベス     | アレックス・リード     | よのひかり |
| レベッカ | サスキア・マルダー     | 林真里花   |
| サム     | マイアンナ・バーリング |            |
| ホリー   | ノラ＝ジェーン・ヌーン | 甲斐田裕子 |
| ポール   | オリヴァー・ミルバーン |            |
| ジェシカ | モリー・ケイル         |            |

## スタッフ
- 監督・脚本：ニール・マーシャル
- 製作総指揮：ポール・スミス
- 製作：クリスチャン・コルソン
- 共同製作：ポール・リッチー
- ストーリー・ボード：ジム・コーニッシュ
- モデル製作：ミッキー・ケルム
- 撮影：サム・マッカーディ
- 美術監督：サイモン・ボウルズ
- アート・ディレクター：ジェイソン・ノックス・ジョンソン
- 音楽：デヴィッド・ジュリアン
- 編集：ジョン・ハリス
- 衣装：ナンシー・トンプソン
- ヘア･デザイン：タニア・ロッジ
- キャスティング・ディレクター：ゲイル・スティーヴンス
- 特殊効果監修：ジョニー・ラフィケ
- 視覚効果監修：レイ・トック
- 特殊メイク監修：ポール・ハイアット
- スタント・コーディネーター：ジム・ダウンドール
- メーキャップ：タニア・ロッジ
- クライミング指導：ブライアン・ホール
- 急流下り指導：ピーター・サイム

## エピソード
舞台設定はアメリカだが、すべてイギリスで撮影されている。外のシーンはスコットランドなど、洞窟シーンはパインウッド・スタジオで製作されたセット内で撮影された。
アメリカ公開版ではエンディングが異なり、サラが洞窟から脱出して最後に車中でジュノの幻覚を見て終わる。イギリス版では、脱出したのはサラの夢であり、変わらず洞窟の中にいるという結末が採用されている。
6人の女性キャストは全員出身国が異なる。シャウナ・マクドナルドはマレーシア生まれスコットランド育ち、ナタリー・メンドーサは香港出身、アレックス・リードはイギリス・イングランド出身、サスキア・マルダーはオランダ出身、マイアンナ・バーリングはスウェーデン出身、ノラ＝ジェーン・ヌーンはアイルランド出身である。
洞窟内の生き物「クローラー」を演じた俳優は体毛を剃り、メイクには3時間半かかったという。初めて遭遇するシーンまで女優陣にはクローラーの姿は伏せられ、ナタリー・メンドーサは初めて見た瞬間について、「I nearly wet my pants!（ズボンが濡れそうになった!）」と語っている。
病院のシーンでは誕生日ケーキのロウソクの数が5本だったが、1年後にあたるラストシーンでは6本に増える演出がなされている。
頭蓋骨をモチーフにデザインされたポスターが広告で使用されていたが、公開と同時期にロンドン同時爆破テロ事件が起こったために変更された。
『ソウ』シリーズの殺人鬼・ジグソウ役で知られるトビン・ベルは、好きなホラー映画として『悪魔のような女』『サイコ』『エクソシスト』『ディセント』『ウルフクリーク/猟奇殺人谷』の5作を選んでいる。

## 受賞歴
- 第8回英国インディペンデント映画賞
  - 最優秀監督賞/最優秀映画技術(編集)賞受賞
- 第11回ファンタスティック・フィルムフェスティバル(スウェーデン)最優秀作品賞受賞
- 2006年エンパイア賞ベストホラー映画賞受賞[4]
- 第33回サターン賞ホラー映画賞受賞